# Thelephorales
Thelephorales è un ordine di Basidiomiceti. Questo gruppo contiene alcuni "funghi ad aghi", come Hydnellum e Sarcodon (altri sono inclusi nei Russulales) ed altre specie con caratteristiche morfologiche diverse, come ad esempio il Polyozellus multiplex.
I Thelephorales sono stati determinati attraverso studi filogenetici molecolari, ed hanno tra loro pochi caratteri morfologici in comune.

## Famiglie di Thelephorales
- Bankeraceae
- Thelephoraceae